# Gudsmanifestation
Gudsmanifestation är det speciella ord som bahá'í-troende använder om de stora religiösa personligheter som uppenbarar gudomlig kunskap till mänskligheten i ett bestämt geografiskt område och vid en given tidpunkt i mänsklighetens historia i enlighet med de religiösa uppenbarelsernas progressiva natur. Kristus lära var, enligt bahá'í-läran, inte absolut och slutgiltig och Muhammed kan visserligen ses som den siste profeten men inte som den siste gudsmanifestationen.   Bahá'íerna namnger dem även som profeter, sändebud, budbärare, religionsgrundare beroende på vem de kommunicerar med. Den senaste gudsmanifestationen i raden var, enligt bahá'í, bahá'í-trons grundare Bahá'u'lláh (1817 – 1892), som var den förste att vända sig till alla människor på planeten. Bahá'u'lláhs föregångare var Báb  (1819 – 1850)  som förutspådde att Han-som-Gud-skall-uppenbara redan var född och levde i Irans huvudstad Teheran . Nästa gudsmanifestation kommer, enligt Bahá'u'lláh, att framträda om 800-900 år, när mänskligheten har säkrat fred på jorden och byggt det högstående världssamhälle som Gud beordrat genom Bahá'u'lláh.
Enligt bahá'í har gudsmanifestationen den mest kompletta kunskapen om Gud vid tiden för deras framträdande, men naturligtvis endast en bråkdel av Guds kunskaper. Gud ger gudsmanifestationerna den information som behövs för mänsklighetens fortsatta utveckling. Inte sällan uppenbarar gudsmanifestationen även en eller flera heliga skrifter, som Koranen , Bayan , Kitáb-i-Aqdas   , eller också försöker anhängare i efterhand nedteckna budskapet ( De tre korgarna , Bibeln ). Skrifterna och tron på dessa ger vägledning för individers andliga utveckling, och bidrar på så sätt till att omforma samhället.
| ” | Vi har redan (…) angivit två ställningar för var och en av de Ljuskällor, som framträder från den eviga helighetens gryning. En av dessa, den absoluta enhetens ställning, har Vi redan förklarat. 'Vi gör ingen åtskillnad mellan dem' (Koranen 2:136). Den andra är personlighetens ställning och tillhör skapelsens värld och dess begränsningar. I det avseendet har varje Gudsmanifestation Sin egen personlighet, en tydligt föreskriven uppgift, en förutbestämd uppenbarelse och tydligt angivna begränsningar. Var och en av Dem är känd under ett särskilt namn, kännetecknad av en speciell egenskap, uppfyller en fastställd kallelse och är anförtrodd en viss uppenbarelse. (…) På grund av Deras enhets och upphöjda avskildhets ställning har sålunda Guds egenskaper, gudomlighet, upphöjd ensamhet varit och är tillämpliga på dessa tillvarons Väsen (…) Genom deras framträdande blir Guds uppenbarelse tydlig och i deras anletsdrag uppenbaras Guds skönhet. Således har Guds egna ord hörts uttalade av dessa det gudomliga Väsendets Manifestationer. (…) Betraktade i ljuset av Deras andra ställning – den av särskiljande, olikhet, världsliga begränsningar, kännetecken och normer – lägger De i dagen fullständig underkastelse, fattigdom och självuppgivelse. | „ |

De gudsmanifestationer som grundarna av bahá'í-tron nämnde inkluderade
- Adam
- Abraham
- Moses
- Krishna ¹
- Zoroaster
- Buddha ¹
- Jesus Kristus
- Muhammed
- Báb
- Bahá'u'lláh

¹) Dessa två fördes in på listan av Bahá'u'lláhs son och efterträdare 'Abdu'l-Bahá.
Det finns även ytterligare manifestationer nämnda vid namn i Bahá'u'lláhs många böcker, skrifter och tavletter och han hävdar att det finns många gudsmanifestationer långt tillbaka i det förflutna, även kvinnor, som ingen längre känner till namnet på. Det som uppenbarligen varit svårast att föra ut för Bahá'u'lláh och senare bahá'íer är det faktum att ”först” och ”sist” inte spelar någon roll i Guds värld, där gudsmanifestationerna är skapade. Muhammed kan i den materiella världen kalla sig för ”profeternas insegel” eller ”sigill” i betydelsen att det inte kommer någon profet efter honom, men likväl är alla gudsmanifestationers själar skapade utanför tiden av Gud. Bahá'u'lláh skriver:
| ” | (Hur) (…) skulle detta folk kunna (förstå vad) begreppen ”först” och ”sist” betyder, när det är Gud – förhärligat vare Hans namn – som åsyftas? Om de vidhåller att dessa termer åsyftar detta materiella universum, hur skulle det kunna vara möjligt när tingens synliga ordning alltjämt uppenbarligen finns till? Nej, i detta fall betyder ”först” inget annat än ”den siste” och ”sist” inget annat än ”den förste”. (...) termerna ”först” och ”sist” (är båda) tillämpliga på Hans Manifestationer. De är på en och samma gång Talesmännen för ”den förste” och ”den siste”. Medan de är insatta på ”den förstes” säte, besitter de ”den sistes” tron.. (…) Talesmännen för ”den förste” och ”den siste”, för ”den uppenbare” och ”den dolde”, för ”begynnelsen” och ”inseglet” är icke några andra än dessa heliga Varelser, dessa avskiljandets Väsen, dessa gudomliga Själar. (…) 7 Det är klart och tydligt att närhelst helighetens Manifestationer uppenbarades, hindrade den tidens teologer folket från att nå sanningens väg. (…) Icke någon Gudsprofet blev manifesterad, utan att falla offer för de samtida prästernas oförsonliga hat, kraftfulla avståndstagande, förnekelse och förbannelse. (…) Vidare, bland dessa ”ärans slöjor” finns sådana termer som ”Profeternas insegel” och liknande, och att undanröja dem är, i dessa simpla och syndfulla själars ögon, en enastående bedrift. Alla har de, på grund av dessa gåtfulla yttranden, dessa tunga ”ärans slöjor”, hindrats från att skåda sanningens ljus.. | „ |

Bahá'u'lláhs son 'Abdu'l-Bahá skrev också en stor mängd böcker och tavletter, men 'Abdu'l-Bahá räknas inte som gudsmanifestation men väl som ”trons och förbundets centrum” enligt bahá'í och hans skrifter ses som gudomligt inspirerade tolkningar och förtydliganden av faderns skrifter.